# Gino Rigoni
Gino Rigoni (* 1918) ist ein ehemaliger italienischer Skispringer.
Rigoni, der die Scuola Sci Asiago besuchte, gewann 1935 die Bronzemedaille bei den italienischen Meisterschaft hinter Bruno Caneva und Gualtiero Schmid.